# Новоільїнський сільський округ
Новоільї́нський сільський округ (каз. Новоильин ауылдық округі, рос. Новоильинский сельский округ) — адміністративна одиниця у складі району Беїмбета Майліна Костанайської області Казахстану. Адміністративний центр — село Новоільїновка.
Населення — 2425 осіб (2021; 3221 у 2009, 4477 у 1999, 6190 у 1989).
Станом на 1989 рік існувала Новоільїнська сільська рада (села Аксуатське, Богородське, Валер'яновка, Козиревка, Новоільїновка, селища 149 км, Мирний, Притобольський), села Ленінське та Увальне перебували у складі Тарановської сільської ради. Село Ленінське було ліквідоване 2017 року.

## Склад
До складу адміністрації входять такі населені пункти:
| Населений пункт     | Старі назви    | Населення, осіб (1989) | Населення, осіб (1999) | Населення, осіб (2009) | Населення, осіб (2021) |
| ------------------- | -------------- | ---------------------- | ---------------------- | ---------------------- | ---------------------- |
| 149 км, селище      | -              | 8                      | -                      | -                      | -                      |
| Аксуатське, село    | -              | 491                    | 495                    | 397                    | 314                    |
| Богородське, село   | -              | 366                    | 329                    | 192                    | 143                    |
| Валер'яновка, село  | -              | 849                    | 638                    | 492                    | 356                    |
| Козиревка, село     | -              | 197                    | 233                    | 161                    | 67                     |
| Ленінське, село     | -              | 359                    | 84                     | 28                     | -                      |
| Мирне, село         | Мирний         | 386                    | 252                    | 111                    | 40                     |
| Новоільїновка, село | -              | 2710                   | 1738                   | 1470                   | 1304                   |
| Притобольське, село | Притобольський | 314                    | 292                    | 238                    | 130                    |
| Увальне, село       | -              | 510                    | 416                    | 132                    | 71                     |